# Jan van de Velde
Jan (Johan) van de Velde, född före 1610 i Utrecht, död 1686 i Haarlem, var en nederländsk guldsmed, instrumentmakare, kopparstickare och tecknare.
Velde arbetade som guldsmed i Amsterdam 1630–1636 men blev 1637 anlitad som kopparstickare vid det danska hovet av Christian IV. Han huvuduppgift skulle bli att gravera de danska kartor som Hans Lauremberg börjat teckna 1631 men det är ovisst om han utförde några kartor däremot vet man att han förfärdigade en sextant till Christian IV. Han lämnade Danmark under hösten 1641 och var under några år framåt verksam som guldsmed i Haarlem innan han 1649–1656 var anlitad som kopparstickare åt drottning Kristina i Stockholm och från 1653 även åt änkedrottning Maria Eleonora. Hans mest kända Stockholmsarbete fyra olika kopparstick av drottning Kristina som han utförde 1650 efter David Becks oljemålning han utförde även ett kopparstick av Sigismund von Vogels Stockholmsutsikt som användes som titelblad till Biblia 1655 och ett 20-tal blad till André Mollets Le jardin de plaisir 1651. Han utförde en rad schematiska framställningar till ett filosofiskt arbete av Georg Stiernhielm som av olika orsaker inte blev publicerat. Bland hans övriga arbeten har han signerat dörrarna till silveraltarskåpet i Storkyrkan. Han lämnade Sverige i december 1655 och hans hustru kvitterade i mars 1656 ut hans innestående lön. Velde är representerad vid Skokloster slott och Nationalmuseum i Stockholm.